# Riskaskama
Riskaskama är en kulle i Finland. Den ligger i Sodankylä kommun i landskapet Lappland, i den norra delen av landet, 900 km norr om huvudstaden Helsingfors. Toppen på Riskaskama är 422 meter över havet, eller 113 meter över den omgivande terrängen. Bredden vid basen är 6,1 km.
Terrängen runt Riskaskama är huvudsakligen platt. Trakten runt Riskaskama är nära nog obefolkad, med mindre än två invånare per kvadratkilometer.